# Frescati

Karta över Frescati.

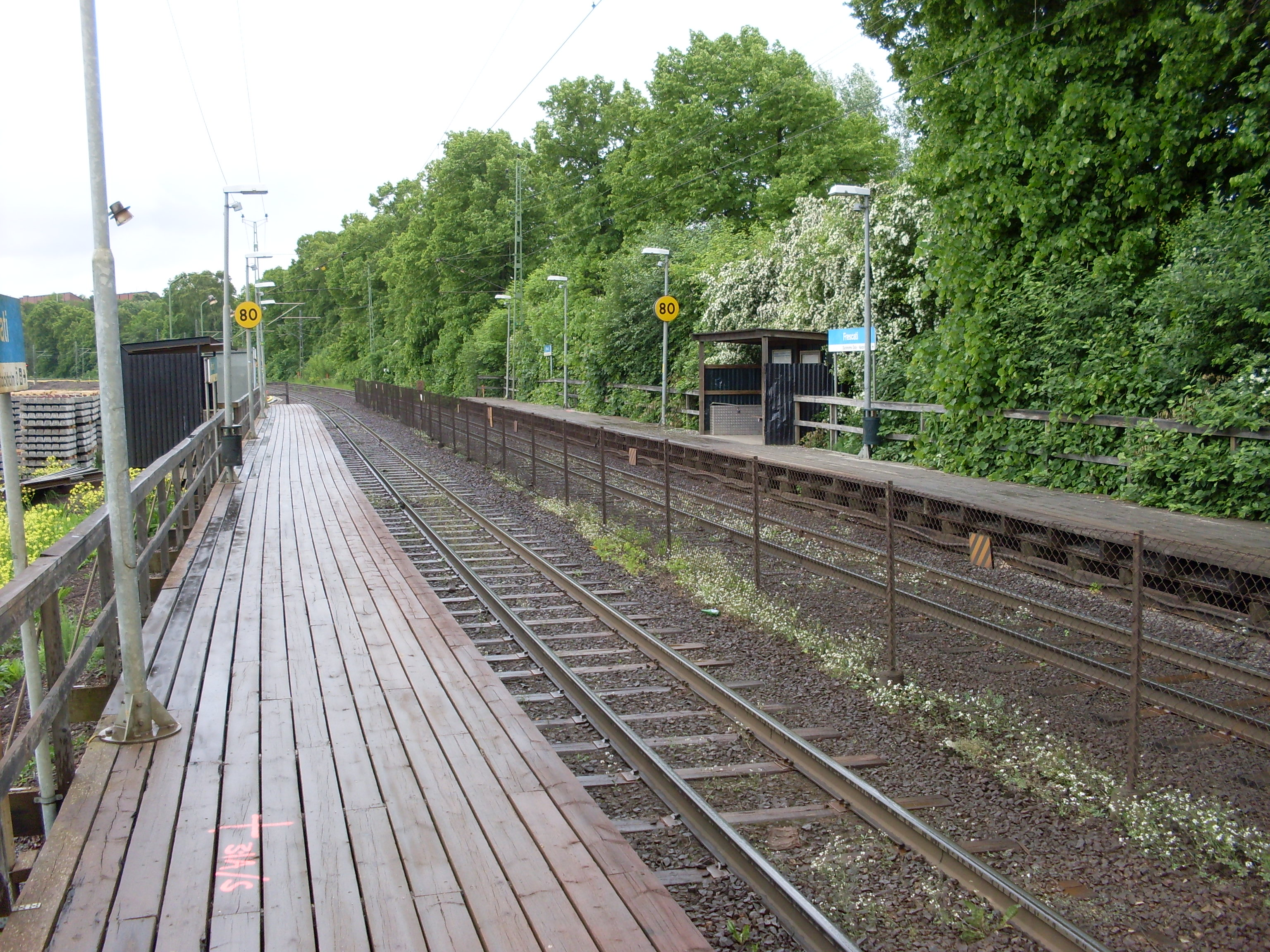
Frescati station före nedläggning.

Frescati är ett område på Norra Djurgården i Stockholm där huvuddelen av Stockholms universitet och Naturhistoriska riksmuseet är belägna. Området är en del av Kungliga nationalstadsparken.

## Namn och historia
Området utgörs av det gamla området Skeppsbroäng som fick sitt nya namn i samband med Gustav III:s storslagna planer för områdena runt Brunnsviken, som han fick efter sin italienresa till bland annat Kampanien 1783–1784. Gustav III namngav därför områdena runt Brunnsviken efter italienska förebilder, som till exempel Frascati, Albano och Tivoli. Den italienska staden Frascati blev av okänd anledning stavad "Frescati", och har tidvis även stavats "Freskati".

## Kommunikationer
Området genomkorsas av Roslagsvägen,  tunnelbanans röda linje och Roslagsbanan. Både järnvägsstationen och tunnelbanestationen inom området heter Universitetet.
Tidigare fanns även hållplatsen Frescati (Fkt) på Roslagsbanan, som lades ned 14 juni 2009 samtidigt med den tidigare hållplatsen Universitetet på samma linje. Den 7 januari 2010 öppnades istället den nya stationen Universitetet, belägen mitt emellan de två gamla järnvägshållplatserna.